# Operación Lila
Operación Lila fue el nombre de una operación militar llevada a cabo durante la II Guerra Mundial y orquestada por las tropas alemanas con el objetivo de defender sus posiciones en la Francia de Vichy.

## Historia

Posición de los principales barcos.

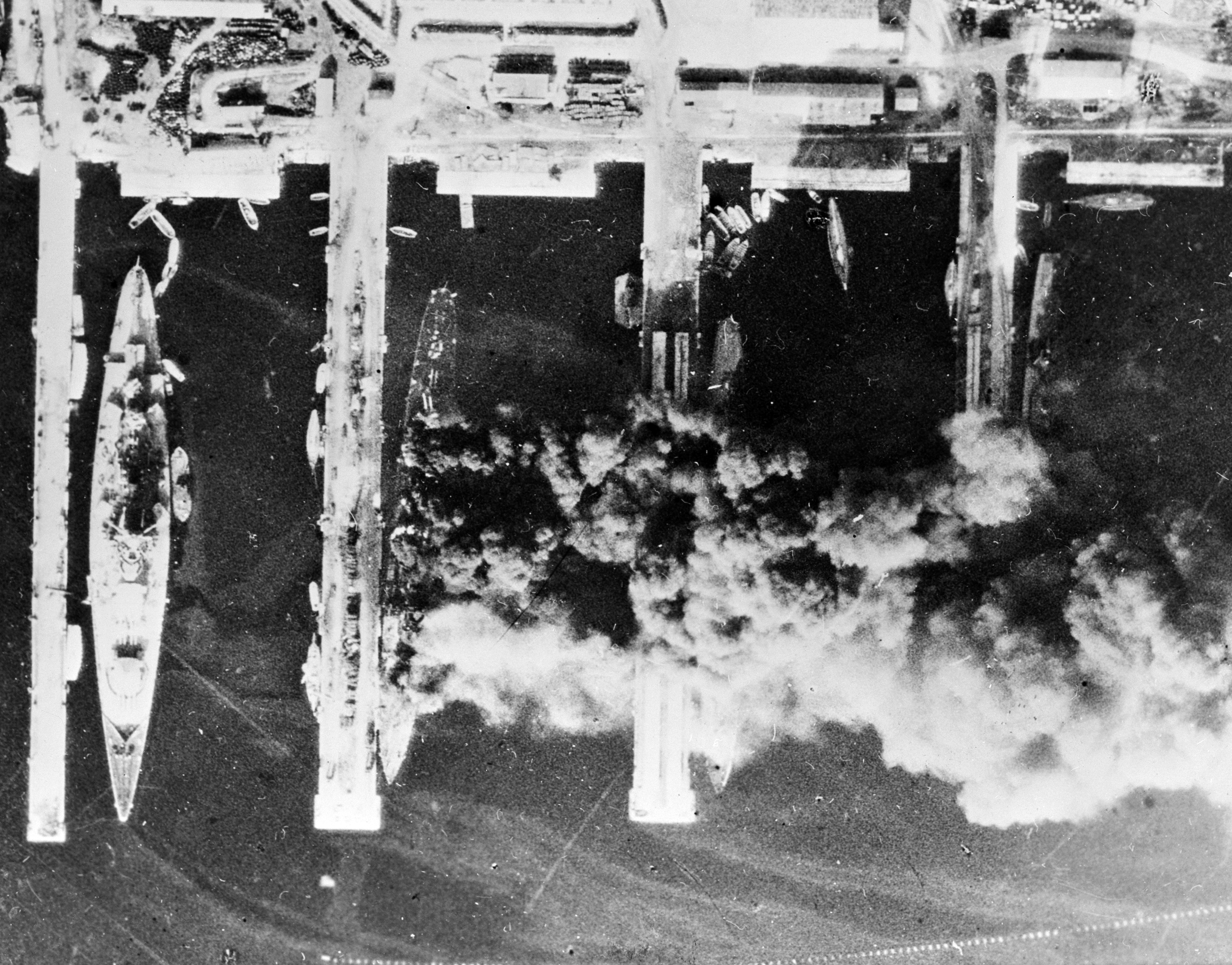
Vista aérea de Toulon, 28 de noviembre de 1942. De izquierda a derecha se muestran los buques Strasbourg, Colbert, Algérie, La Marseillaise.

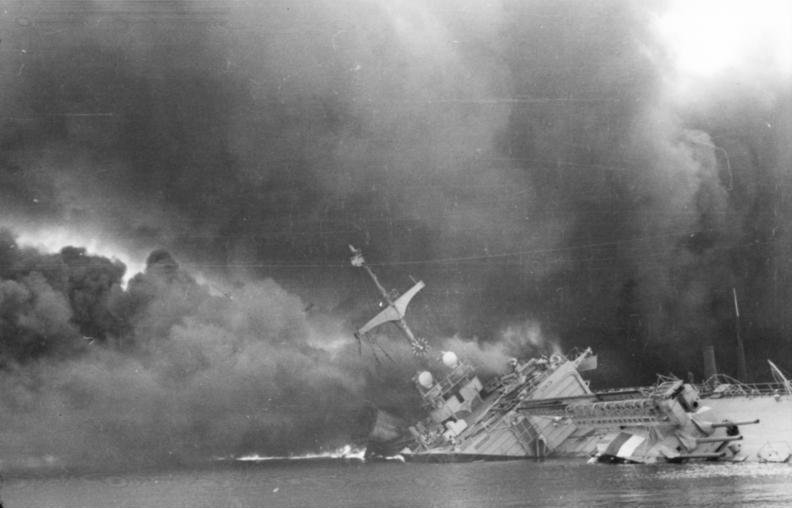
La popa del crucero Marseillaise.

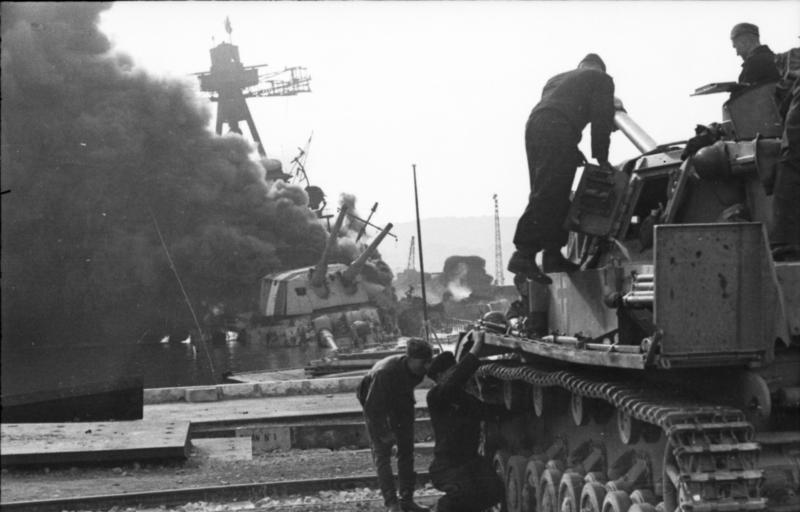
Panzertruppen ven arder al Colbert.

La Operación Lila tenía como objetivo principal evitar que la flota francesa, fondeada en la Base de Tolón, pudiese caer en manos de los Aliados.
Hitler dio la orden de poner en marcha la Operación Lila el 18 de noviembre de 1942, aunque el abordaje no se llevó a cabo hasta el 27 de noviembre, después de que las tropas Aliadas iniciasen los ataques en el norte de África con el objetivo de hacerse con la marina francesa.
La defensa de la Toulon y la duda entre mantenerse del lado italo-alemán o combatir junto a los Aliados provocaron discusiones entre los oficiales franceses de alto rango. Finalmente optaron por intentar evitar que cualquiera de sus barcos cayesen en manos alemanas o aliadas, hundiéndolos en el caso de que se produjese un ataque desde cualquiera de los dos bandos.
Con el ataque de los alemanes el 27 de noviembre, los franceses hundieron gran parte de su flota, quedando sólo intactos los destructores Tigre, Panthère y Lion, los submarinos Galathee y Euridyce más los submarinos Espoir y Vengeur que se encontraban en dique seco. Todos ellos pasaron a manos de la marina italiana.